# 記憶浮島
《記憶浮島》（英語：Zihuatanejo）是貴金影業製作之網路劇，由安哲、劉宇菁、伊正、陳敬宣、李杏、孫沁岳、王建復主演。故事講述心理師姚子涵與催眠怪醫孟謙的懸疑愛情故事。從2020年11月13日起，在myVideo、KKTV平台每週五中午12點更新。

## 播出時間

### 首播
| 频道    | 所在地 | 首播日期       | 播出時間         | 備註                                                              |
| ------- | ------ | -------------- | ---------------- | ----------------------------------------------------------------- |
| myVideo | 臺灣   | 2020年11月13日 | 每週五 12:00上架 | 11月13日：1-4集 11月20日：5-7集 11月27日：8-10集 12月4日：11-14集 |
| KKTV    | 臺灣   | 2020年11月13日 | 每週五 12:00上架 | 11月13日：1-4集 11月20日：5-7集 11月27日：8-10集 12月4日：11-14集 |

## 演員列表

### 主演
| 演員         | 角色   | 介紹                                                                                                   | 登場集數       |
| 安哲         | 孟謙   | 忘嶼島上芝華塔尼歐民宿主人，是有催眠能力的神秘人物，因喬若琳的死而被眾人指責為殺人兇手，決定來到忘嶼。 | 1-14           |
| 劉宇菁       | 姚子涵 | 被強制放假來到島上的心理師，對民宿主人的真實身份與過去感到好奇。                                       | 1-14           |
| 吳季璇(高中) | 姚子涵 | 被強制放假來到島上的心理師，對民宿主人的真實身份與過去感到好奇。                                       | 2-5            |
| 王振復       | 周志強 | 沈默的大叔，退休警察，住在忘嶼，經常會送上鮮魚給民宿做料理。                                           | 1-3,8-10,12,14 |
| 伊正         | 徐政翰 | 姚子涵的恩師，為人嚴謹，把子涵視為自己最重要的學生，對她有特殊的感情。                                 | 1,3-7,10       |
| 陳敬宣       | 喬若琳 | 人見人愛的大明星，看似華麗，但不能掌握自己的人生。三年前在事業如日中天之際被發現死亡。                 | 4,6-7.9,11-14  |
| 李杏         | 宋可欣 | 明星經紀人，在業界很有名氣，一手捧出喬若琳的幕後人物。                                                 | 6-14           |
| 李霈瑜       | 林卉茹 | 海洋生物學家                                                                                           | 2-4,6          |
| 徐鈞浩       | 陳順和 | 副研究員，林卉茹的助理                                                                                 | 2-4,6          |
| 孫沁岳       | 曾孝嘉 | 個性邊緣獨來獨往，是大明星喬若琳的狂熱粉絲，幻想自己是她的男友。                                       | 6,8-10,12-14   |

### 其他演員
| 演員   | 角色   | 介紹                                     | 登場集數     |
| 喬雅琳 | 婉婷   | 子涵的諮商個案，因被霸凌而自殺不遂       | 1            |
| 賴震澤 | 廖凱翔 | 黃怡寧的新婚丈夫                         | 1-2          |
| 紀艾希 | 黃怡寧 | 廖凱翔的新婚妻子，剛懷上孩子             | 1-2          |
| 蘇意菁 | 芬姐   | 民宿的管家，孟謙從小到大的相識           | 1-2          |
| 楊瓊華 | 子涵媽 |                                          | 2            |
| 楊孟霖 | 趙文豪 | 忘嶼的駐島醫師                           | 2,8,13-14    |
| 范宸菲 | Nicole | 子涵的閨蜜，在阿海和曉雄兩個男人之間猶豫 | 3-5,8-10     |
| 羅崇漢 | 阿海   | 衝浪客，對Nicole有好感                   | 3,11-12,14   |
| 王可元 | 張承富 | 名輝的丈夫兼前下屬                       | 7-9          |
| 陳禕倫 | 許名輝 | 承富的丈夫，患上阿茲海默症               | 7-9          |
| 王淮仲 | 蘇曉雄 | 小說家，對Nicole有好感                   | 8-9,11-12,14 |

## 製作團隊
出品人：林添貴
                                                                  
監製：楊中天
                                                                   
製作人：邱唯旭
                                                                
導演：陳昊義

編劇：蔡坤霖、歐陽丞哲

## 外部連結
- 記憶浮島的Facebook專頁
- 記憶浮島的Instagram帳戶